# Digital Equipment Corporation DECmate III
Digital Equipment Corporation DECmate III (DECmate III) је професионални рачунар, производ фирме Digital Equipment Corporation који је почео да се израђује у САД током 1984. године.
Користио је 12-битни Harris 6120 као централни микропроцесор а RAM меморија рачунара DECmate III је имала капацитет од 32k (+ 32k за посебне функције контролног панела). 
Као оперативни систем кориштен је OS/278.

## Детаљни подаци
Детаљнији подаци о рачунару DECmate III су дати у табели испод.
|                       |                                                                                                 |
| [ 1 ]                 |                                                                                                 |
| Произвођач            |                                                                                                 |
| Тип                   | професионални рачунар                                                                           |
| Меморија              | 32k (+ 32k за посебне функције контролног панела)                                               |
| Поријекло             | Сједињене Америчке Државе                                                                       |
| Година                | 1984                                                                                            |
| Тастатура             | QWERTY пуни помак тастера, професионална тастатура                                              |
| Процесор              | 12-битни 6120                                                                                   |
| Фреквенција процесора | 8                                                                                               |
| RAM                   | 32k (+ 32k за посебне функције контролног панела)                                               |
| ROM                   |                                                                                                 |
| Текст                 | 80 x 24 и 132 x 24                                                                              |
| Графика               |                                                                                                 |
| Боја                  | не                                                                                              |
| Звук                  | процесом контролисан пиезоелектрични звучник, фиксне фреквенције и трајања преко Бејсик команде |
| Димензије             | 32 x 28 x 14 / 8                                                                                |
| Портови               |                                                                                                 |
| Оперативни систем     |                                                                                                 |